# Michail Ivanovič Rostovcev
Michail Ivanovič Rostovcev, a volte indicato, secondo la traslitterazione anglosassone, come Michael Rostovtsev o Rostovtzeff (in russo Михаил Иванович Ростовцев?; Žytomyr, 10 novembre 1870 o, secondo il calendario giuliano, 29 ottobre – New Haven, 20 ottobre 1952), è stato uno storico russo, uno degli studiosi più autorevoli del XX secolo in merito alla storia greca, romana e persiana.

## Biografia
Dopo aver studiato nelle università di Kiev e San Pietroburgo insegnò proprio in quest'ultima prima come assistente e poi come docente. Nel 1918 emigrò negli Stati Uniti d'America, dove accettò un incarico all'Università del Wisconsin-Madison e poi alla Yale dal 1925. Fu lui a sovrintendere agli scavi archeologici di Doura Europos. Viene ricordato per essere stato il primo storico a esaminare le economie dell'antichità in termini di capitalismo e rivoluzioni. Furono infatti le sue Social and Economic History of the Roman Empire del 1926 e A Social and Economic History of the Hellenistic World del 1941 a far spostare per la prima volta l'attenzione degli studiosi dell'antichità dagli eventi politici e militari a quelli economici e sociali.

## Opere tradotte in lingua italiana
- Storia economica e sociale dell'Impero Romano; pref. di Gaetano De Sanctis. Firenze, La Nuova Italia, 1933; nuova edizione a cura di Arnaldo Marcone, Milano, Sansoni, 2003.
- Città carovaniere.  Bari, Laterza, 1934.
- Ricostruzioni storiche greco-romane. Bari, Laterza, 1935.
- Storia del mondo antico. 1ed., a cura di M.S. Drower, G. Nenci e T. Tibiletti. Firenze, Sansoni, 1965. 2ed., con introduzione di Antonio La Penna, Milano, Club Del Libro, 1981. 3ed., 2voll., con introduzione di Arnaldo Momigliano, Milano, Bompiani, 1999.
- Storia economica e sociale del mondo ellenistico, 3voll., Firenze, La Nuova Italia, 1966-1980.
- L' Asia ellenistica all'epoca dei Seleucidi; estr. da "Quaderni di Storia", n.40, 1994. Bari, ed. Dedalo.
- Per la storia del colonato romano. Ed. a cura di Arnaldo Marcone, Brescia, Paideia, 1994.
- Scripta Varia. Ed. a cura di Arnaldo Marcone. Bari, Edipuglia, 1995.